# Chutney

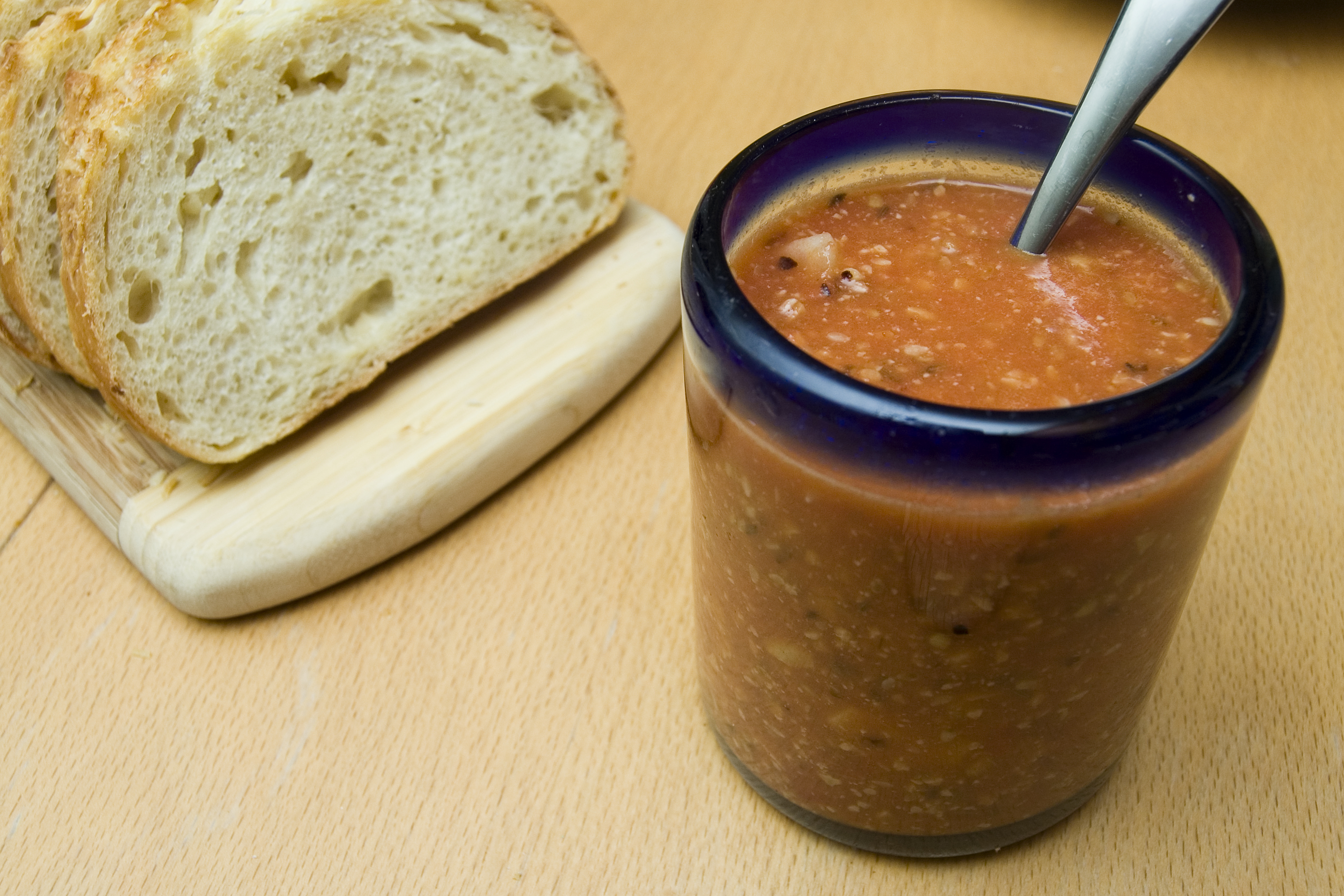
Tomatchutney

Chutney är ett syltliknande tillbehör till indiska maträtter. En typisk chutney består av inkokt frukt, vanligtvis mango men också tomater, samt socker, kryddor såsom chili och ättika.
I Indien är chutney ofta gjord på färska ingredienser, med en grönsak eller frukt som bas, och den behöver inte innehålla socker. Ett exempel är mintchutney (mynta-chutney).